# Buddah Records
Buddah Records was een Amerikaans Independent-muzieklabel. 

## Geschiedenis
Het platenlabel ontwikkelde zich uit Kama Sutra Productions, dat in het leven werd geroepen door Arthur Ripp, Hy Mizrahi en Phil Steinberg in 1964, nadat Art Kass in 1965 was toegetreden tot de firma. 
Kama Sutra begon in februari 1965 in New York en had met Do You Believe in Magic (1965) van The Lovin' Spoonful direct een top 10-hit. Deze band ontwikkelde zich tot het topsucces van het label, maar ook van Summer in the City werden 1,8 miljoen exemplaren verkocht. Weliswaar stond deze band niet direct onder contract, maar via de in april 1965 opgerichte productiemaatschappij Koppelman & Rubin Associates van Charles Koppelman en Don Rubin, twee voormalige componisten bij Don Kirshner. In juni 1965 nam MGM Records de landelijke distributie over. Kama Sutra richtte in april 1967 het dochterlabel Buddah Records op. Toen het distributiecontract met MGM Records in november 1969 eindigde, nam Buddah Records de distributie over. De band Sha-Na-Na kwam in januari 1970, Kama Sutra hield in februari 1976 op te bestaan.
Onder het label verschenen onder andere ook Brewer & Shipley, The Charlie Daniels Band, Exuma, Isis, The Flamin' Groovies, Gunhill Road, The Innocense, The Jaguars, NRBQ, Ocean, Sopwith Camel, The Stories en Trade Winds.
Na de heroprichting in 1982 trad het als Sutra Records weer in de openbaarheid en behoort tegenwoordig tot Sony BMG Music Entertainment.
Labelbaas Neil Bogart haalde de muziekproducenten Jerry Kasenetz en Jeff Katz. Het dochterlabel Buddah Records werd dankzij het duo succesvoller dan Kama Sutra, want het verbreidde de bubblegumsound met bands als The Lemon Pipers (Green Tambourine, december 1967), 1910 Fruitgum Company (januari 1968) en The Ohio Express (mei 1968). In april 1969 hoorde Neil Bogart de plaat Oh Happy Day op de radio en sloot een distributiecontract met Pavilion Records. Met een voorschot van 80.000 dollar werd het gospelkoor The Edwin Hawkins Singers door Buddah Records op de markt gebracht. Van Oh Happy Day werden wereldwijd meer dan 7 miljoen exemplaren verkocht.